# Portable Network Graphics
Pour les articles homonymes, voir PNG.
 (mai 2019).
Si vous disposez d'ouvrages ou d'articles de référence ou si vous connaissez des sites web de qualité traitant du thème abordé ici, merci de compléter l'article en donnant les références utiles à sa vérifiabilité et en les liant à la section « Notes et références ».
Le Portable Network Graphics (PNG, prononcé « ping ») est un format ouvert d’images numériques, qui a été créé pour remplacer le format GIF, qui utilise l'algorithme de compression de données sans perte LZW, soumis à un brevet et des royalties au bénéfice d'Unisys de décembre 1994 à 2006. Le PNG est un format sans perte spécialement adapté pour publier des images simples comprenant des aplats de couleurs.
Il a été normalisé par l’ISO (ISO/CEI 15948:2004).
PNG est une spécification pour Internet et l’objet d’une Recommandation W3C et d’une RFC. Il a été créé pour contourner la licence existante sur le format GIF, le plus en vogue à la fin des années 1990, Unisys, propriétaire de deux brevets sur des algorithmes utilisés par la compression sous GIF ayant réclamé des royalties. PNG a alors été défini mais en augmentant les capacités de GIF.

## Utilisation

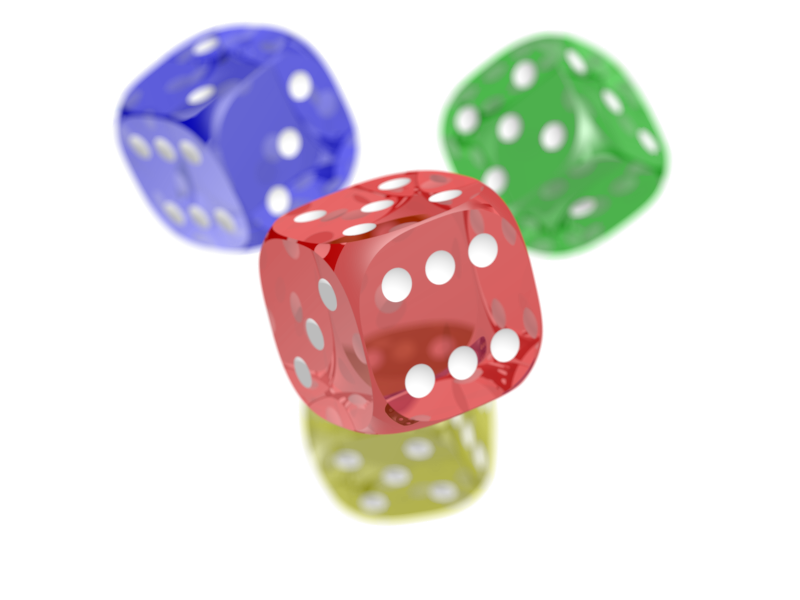
Une image PNG avec un fond transparent, sur un fond blanc.

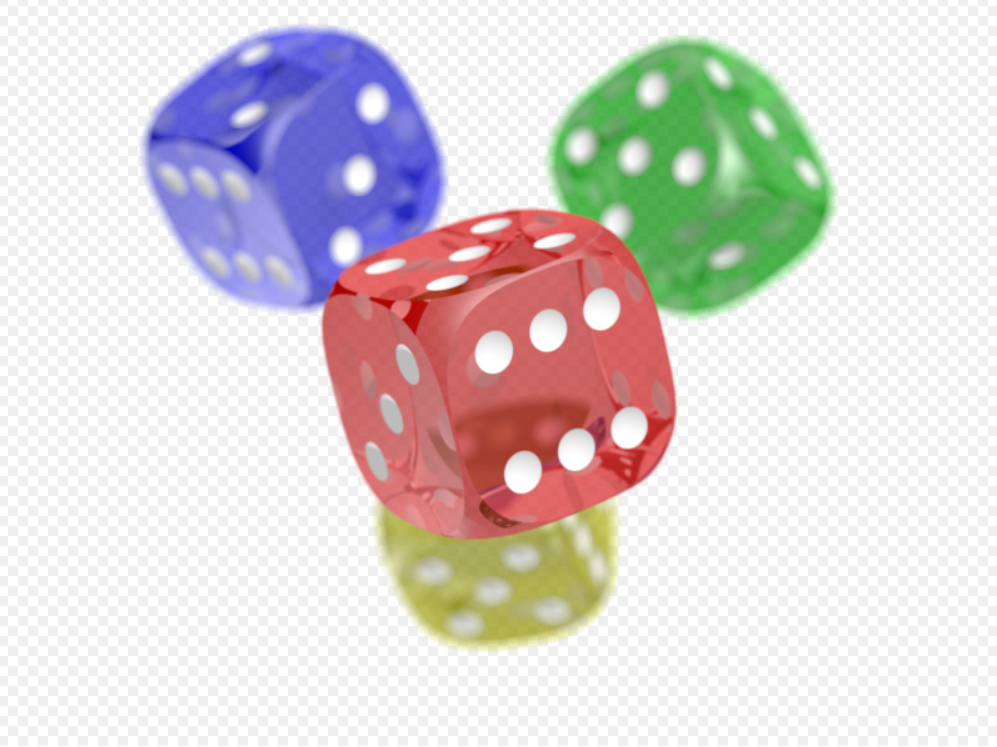
La même image sur un fond en damier permet d’observer la transparence.

### Pour les images synthétiques
PNG est particulièrement approprié lorsqu’il s’agit d’enregistrer des images synthétiques destinées au Web comme des graphiques, des icônes, des images représentant du texte (bonne conservation de la lisibilité), ou des images avec des dégradés. Le PNG surpasse régulièrement le format GIF en ce qui concerne la réduction de la taille des fichiers (avec une palette de couleurs bien choisie) ou la qualité (puisqu’il n’est pas limité à 256 couleurs).

### Pour les photos
Les caractéristiques de PNG lui permettent d’enregistrer des photographies sans perte de données, au détriment de la taille du fichier qui reste logiquement très supérieure à celle de formats avec perte de données destinés aux photographies, comme JPEG ou JPEG 2000.

## Détails sur le format
PNG permet principalement d’enregistrer les images matricielles sous différents formats :
- 1 bit donc deux couleurs
- 2 bits en 4 couleurs basiques
- 4 bits permettant de choisir parmi une palette de maximum 16 couleurs contenues dans le fichier
- 8 bits en niveaux de gris (256 niveaux)
- 8 bits permettant de choisir parmi une palette de maximum 256 couleurs contenues dans le fichier (équivalent au format GIF)
- 24 bits, soit 224 ou 16 777 216 couleurs (couleurs vraies, 256 couleurs par canal).
- 32 bits, soit 232 ou 4 294 967 296 couleurs.
- 48 bits, soit 248 ou 281 474 976 710 656 couleurs.

Voir l’article Image numérique pour l’explication de ces notions.
Après l’application d’un filtre prédictif qui permet généralement d’obtenir de plus hauts niveaux de compression, le tout est compressé sans pertes suivant l’algorithme deflate (RFC 1951), généralement avec zlib, mais zopfli peut également être utilisé avec des applications comme advpng.
Les composantes des pixels ou les entrées de palette sont données soit au format RVB (rouge, vert, bleu), soit au format RVBA (avec un canal alpha supplémentaire pour la translucidité). Dans ce cas, 8 ou 16 bits supplémentaires sont utilisés par pixel ou par entrée de palette, ce qui fait 16 bits pour une image en niveaux de gris, 32 bits pour une image en couleurs vraies et 64 bits pour une image en 4 canaux de 16 bits chacun.

### La translucidité
La présence d’un canal alpha définissant différents niveaux de transparence le rend idéal pour la composition sur les pages web. Cette caractéristique est bien implémentée par la majorité des navigateurs web.

### La transparence
Lorsque l’image PNG utilise une palette de 256 couleurs maximum, il est possible d’utiliser une des couleurs pour la transparence.
C’est le même comportement qu’avec le format GIF et cela fonctionne même avec Internet Explorer 6. Par conséquent, les images Web au format GIF peuvent être converties en cette version de PNG sans crainte d’incompatibilité avec la majorité des navigateurs web actuels (premier trimestre 2006), et sans souci de brevet (le brevet GIF est entré en 2006 dans le domaine public).

### Autres comparaisons avec GIF
Le PNG, d’ailleurs parfois appelé par récursivité PNG’s Not GIF (PNG n’est pas GIF), peut faire tout ce que le format GIF peut faire et même plus, comme la translucidité. Il n’a cependant pas été prévu pour faire des images animées, mais le format dérivé MNG a été créé par ses auteurs à cet effet (voir également le format APNG).
Les deux formats peuvent être entrelacés, mais PNG utilise l'algorithme Adam7 tandis que GIF affiche dans ce cas l'image ligne par ligne.

## Structure d'un fichier PNG

### Composition minimale d'un fichier PNG
1. signature PNG - 8 octets
2. chunk IHDR pour l'en-tête - 13 octets
3. chunk IDAT pour les données - longueur variable
4. chunk IEND pour la fin de fichier - 12 octets

	Un « chunk » est un gros morceau du fichier, un fragment d'information constituant une entité. Ce terme anglais est utilisé dans de nombreux formats multimédias.
	Un fichier peut contenir plusieurs chunks de données IDAT ainsi qu'un chunk PLTE pour la palette à utiliser s'il s'agit d'une image dont les couleurs sont indexées. 
	Un fichier peut également contenir d'autres chunks secondaires, dont des informations textuelles. 

### Signature PNG
Un fichier PNG commence par une signature de 8 octets représenté par les valeurs décimales suivantes : 137 80 78 71 13 10 26 10, ou en hexadécimal: 89 50 4E 47 0D 0A 1A 0A.
La suite du fichier est décomposée en plusieurs parties de longueurs variables, appelées chunk.

### Nommage des chunks
Il existe 18 chunks officiels, dont 4 principaux et 14 secondaires.
Les chunks sont étiquetés (nommés). La casse est importante dans les noms des chunks. Chaque étiquette est définie par quatre caractères successifs, définissant un code mnémonique, sous forme de fourCC.
Pour chaque chunk, si la première lettre de son nom est en capitale il s'agit d'un chunk critique, sinon c'est un chunk auxiliaire.
Voici un tableau regroupant les chunks les plus utilisés (les quatre principaux en tête) :
| Nom  | Description                                                                          | Contient | Importance  | Occurrence                      |
| ---- | ------------------------------------------------------------------------------------ | --- | ----------- | ------------------------------- |
| IHDR | Image header En-tête du fichier                                                      | Largeur de l'image en pixels Hauteur de l'image en pixels Profondeur de bits (1, 2, 4, 8 ou 16) Type de couleur (0, 2, 3, 4, ou 6) Méthode de compression (0) Méthode de filtrage (0) Méthode d'entrelacement : 0 (sans) ou 1 (avec Adam7) | Obligatoire | Après la signature PNG          |
| PLTE | Palette Palette de l'image                                                           | Table des couleurs | Facultatif  | Entre IHDR et le 1er chunk IDAT |
| IDAT | Image data Bloc de données                                                           | Données de l'image | Obligatoire | Entre IHDR ou PLTE et IEND      |
| IEND | Image trailer Fin du fichier                                                         | néant | Obligatoire | En dernier                      |
| tIME | Image last-modification time Horodatage                                              | | Facultatif  | N'importe où                    |
| iTXt | International textual data Info textuelle internationale (peut-être compressée zlib) | | Facultatif  | N'importe où                    |
| tEXt | Textual data Info textuelle non-compressée                                           | | Facultatif  | N'importe où                    |
| zTXt | Compressed textual data Info textuelle compressée (zlib)                             | | Facultatif  | N'importe où                    |

Les autres dix chunks secondaires sont :
| bKGD Background colour                      | pHYs Physical pixel dimensions |
| cHRM Primary chromaticities and white point | sBIT Significant bits          |
| gAMA Image gamma                            | sPLT Suggested palette         |
| hIST Image histogram                        | sRGB Standard RGB colour space |
| iCCP Embedded ICC profile                   | tRNS Transparency              |

D'autres chunks peuvent également être définis. Ils sont soit publics, soit privés, mais doivent répondre au règles de nommage. Un chunk public doit avoir été enregistré auprès du W3C, l'autorité désignée par l'ISO/IEC.
Voici les chunks publics en usage :
| dSIG Digital Signature                        | oFFs Image offset                    |
| eXIf Exchangeable Image Format (Exif) Profile | pCAL Calibration of pixel values     |
| fRAc Fractal image parameters                 | sCAL Physical scale of image subject |
| gIFg GIF Graphic Control Extension            | sTER Indicator of Stereo Image       |
| gIFx GIF Application Extension                |                                      |

### Composition d'un chunk
Un chunk est composé de 4 parties:
| LENGTH               | TYPE          | DATAS                                                        | CRC      |
| -------------------- | ------------- | ------------------------------------------------------------ | -------- |
| Longueur des données | Type de chunk | Données dont la longueur en octets est spécifiée dans LENGTH | Contrôle |
| 4 octets             | 4 octets      | n octets                                                     | 4 octets |

LENGTH : La taille en octets du chunk, seulement ses datas. On ne prend pas en compte la taille, le type, ni le CRC.
TYPE : Le nom du chunk (ex : IHDR, IDAT, IEND, etc.). 
DATAS : Les informations relatives au chunk sur n octets (relatif à LENGTH).
CRC : 4 octets de contrôle généré en utilisant l'algorithme suivant :
```
fonction
 maj_crc((
entier
 positif 4 octets) crc, (entier positif 1 octet) bloc(), (entier positif 4 octets) taille)
 //le premier argument, crc, lors du premier appel de cette fonction pour un chunk donné, doit être 0xffffffff (tous les bits à 1)
 //sinon, il doit s'agir de la valeur retournée par le précédent appel de cette fonction

 //le deuxième argument, bloc(), est 
une liste
 d'éléments d'un octet. Il s'agit de tout ou partie du chunk

 //le troisième argument, taille, est le nombre d'éléments de la liste bloc()

 (entier positif 4 octets) c, n, v
 c=crc

 
pour
 n 
de
 0 
à
 (taille-1)
  //normalement, cette boucle ne contient qu'une seule instruction mais, ici, elle est subdivisée en quatre instructions. C'est plus lisible ainsi
 //il y a une itération de cette boucle pour chacun des octets de la partie DATA du chunk, dans l'ordre de leurs positions dans le chunk

  //xb=
ou exclusif
 
bit à bit

  v=c xb bloc(n)

  //eb=et bit à bit; tout nombre préfixé par 0x est en base 16
  //on met à 0 les bits des trois premiers octets, vu que leur valeur ne dépend pas de celle de bloc(n)
  v=v eb 0xff

  //table_crc() est une liste de 256 constantes, des entiers codés sur quatre octets (voir ci-dessous)
  v=table_crc(v)

  //div=division entière
  c=v xb (c div 256)
 
fin pour

 
retourner
 c

fin fonction
```

Une fois tout le chunk parcouru, la valeur renvoyée par le dernier appel de maj_crc() n'est pas celle du crc. il faut encore inverser la valeur de chaque bit :
```
fonction
 validation_crc((entier positif 4 octets) crc)
 
retourner
 (crc xb 0xffffffff)

fin fonction
```

La liste table_crc() se trouvant dans maj_crc() est constituée de valeurs arbitraires mais calculables. certaines implémentations listent ces valeurs (alors calculées à l'avance) et les stockent directement dans la variable tandis que d'autres contiennent l'algorithme (généralement une fonction) permettant de les calculer :
```
fonction
 calcul_table_crc()

 (entier positif 4 octets) c, i, j

 
pour
 i 
de
 0 
à
 255
  c=i

  //8 itérations
  
pour
 j 
de
 0 
à
 7

   //retourne 0 (faux) si c est pair et 1 (vrai) si c est impair (en dehors du dernier,tous les bits du résultat sont à 0)
   
si
 (c eb 1)
    //la valeur 0xedb88320 (11101101 10111000 10001100 00100000 en binaire et 3 988 292 384 en décimal) est arbitraire
    //c étant, dans ce cas, nécessairement impair, c div 2 équivaut à (c-1)/2

    c=0xedb88320 xb (c div 2)

   
sinon

    c=c/2

   
fin si

  
fin pour

  table_crc(i)=c
 
fin pour

fin fonction
```

### Exemple d'un chunk IHDR pour une image de 800x600
L'exemple du chunk IHDR est constitué des données binaires, représentées ici en hexadécimal, suivantes :

00 00 00 0D 49 48 44 52 00 00 03

20 00 00 02 58 10 06 00 00 00 15

14 15 27

Ces données sont à interpréter selon le tableau.
| Données (en héxadécimal) | Description             | Valeur (en décimal) |
| ------------------------ | ----------------------- | ------------------- |
| 00 00 00 0D              | Longueur des données    | 13                  |
| 49 48 44 52              | Type/nom du chunk       | IHDR                |
| 00 00 03 20              | Largeur                 | 800                 |
| 00 00 02 58              | Hauteur                 | 600                 |
| 10                       | Profondeur de bits      | 16                  |
| 06                       | Type de couleur         | 6                   |
| 00                       | Méthode de compression  | 0                   |
| 00                       | Méthode de filtrage     | 0                   |
| 00                       | Méthode d'entrelacement | 0                   |
| 15 14 15 27              | CRC                     | 353637671           |

## Compression des données
La méthode de compression 0 spécifiée dans IHDR (la seule possible au format PNG) fait référence à la compression Deflate/Inflate. La compression se fait sur les datas du chunk IDAT uniquement.

### En Programmation
La compression peut être effectuée grâce à la bibliothèque zlib (C/C++). Il est aussi possible de générer le CRC grâce à cette bibliothèque.

## Compression à deux étages
Le format PNG est un fichier graphique qui utilise un format de compression sans perte, ce qui signifie que les données originales sont entièrement préservées. Aucune information n'est perdue au cours du processus de compression et chaque pixel peut être restauré dans sa forme originale lorsqu'il est décompressé. Contrairement aux formats de compression avec perte tels que JPEG, PNG préserve tous les détails d'une image sans supprimer les données non importantes afin de réduire la taille du fichier. PNG utilise un processus de compression des données en deux étapes:

### Pré-compression (filtrage)
Avant d'appliquer l'algorithme DEFLATE, les données de l'image subissent une étape de préfiltrage. L'objectif de cette étape est de transformer les données de manière à améliorer l'efficacité de la compression ultérieure. Il existe cinq types de filtres disponibles au format PNG :
- Type 0 : Pas de filtrage - les données sont transmises sans modification.
- Type 1 : Sous-filtre - chaque valeur de pixel est remplacée par la différence entre elle et le pixel précédent dans la chaîne[12].
- Type 2 : vers le haut - chaque valeur de pixel est remplacée par la différence entre celle-ci et le pixel correspondant de la ligne précédente.
- Type 3 : Moyenne - la valeur de chaque pixel est remplacée par la différence entre cette valeur et la moyenne arithmétique du pixel précédent de la ligne et du pixel correspondant de la ligne précédente.
- Type 4 : filtre de Paet - utilise une prédiction complexe basée sur les pixels voisins pour améliorer la compressibilité.

### Compression (compression)
l'algorithme DEFLATE est utilisé. 
Après le filtrage, les données sont compressées à l'aide de l'algorithme DEFLATE. Cet algorithme se compose de deux étapes principales :
- Codage LZ77 - détecte et supprime les séquences d'octets répétitives, en les remplaçant par des références aux occurrences précédentes.
- Codage de Huffman - applique une méthode de compression entropique en attribuant des mots de code plus courts aux caractères les plus fréquents[14].

La combinaison de ces méthodes permet d'obtenir un degré élevé de compression sans perte, ce qui rend le format PNG efficace pour le stockage de données graphiques